# Nykøbing Falster HK
Nykøbing Falster Håndboldklub (Nykøbing Falster HK) är en handbollsklubb från Nykøbing Falster i Danmark, bildad 2009. Damlaget spelar i Damehåndboldligaen, Danmarks högsta liga på damsidan. 2017 blev laget danska mästare genom att besegra København Håndbold med 27–25 i den avgörande tredje matchen.

## Spelartrupp
Tränare:  Jakob Larsen
| Nr | Namn                         | Land          | Pos |
| -- | ---------------------------- | ------------- | --- |
| 1  | Sofie Börjesson              | Sverige       | MV  |
| 2  | Caroline Aar                 | Norge         | M6  |
| 6  | Moa Høgdahl                  | Norge         | H9  |
| 7  | Amalie Wulff                 | Danmark       | M9  |
| 8  | Stine Eiberg Jørgensen       | Danmark       | V9  |
| 10 | Charlotte Lund Mikkelsen     | Danmark       | H6  |
| 11 | Rosa Skovlund Schmidt        | Danmark       | H6  |
| 12 | Catharina Fiskerstrand Broch | Norge         | MV  |
| 15 | Kalidiatou Niakaté           | Frankrike     | V9  |
| 16 | Line Haupt Christiansen      | Danmark       | MV  |
| 18 | Alberte Kielstrup Madsen     | Danmark       | H9  |
| 20 | Maja Magnussen               | Norge         | H6  |
| 21 | Matilde Vestergaard          | Danmark       | V6  |
| 22 | Zoë Sprengers                | Nederländerna | V6  |
| 26 | Mona Obaidli                 | Norge         | V9  |
| 29 | Julie Seeberg                | Danmark       | M6  |
| 32 | Cecilie Greve                | Danmark       | MV  |
| 34 | Sofie Bardrum                | Danmark       | M6  |
| 49 | Aimée von Pereira            | Tyskland      | V9  |
| 79 | Kristina Kristiansen         | Danmark       | M9  |

## Spelare i urval
- Nathalie Hagman (2016–2017)
- Anna Lagerquist (2017–2020)
- Angelica Wallén (2017-2020)
- Emelie Nykvist (2015-2020
- Johanna Westberg (2016–2022)
- Tyra Axnér (2022-2024)
- Kristina Kristiansen (2015–)
- Rikke Iversen (2012-2014)
- Sarah Iversen (2009-2012) (2016-2018)
- Althea Reinhardt (2007-2015)
- Mette Gravholt (2015-2017)
- Estavana Polman (2022)